# Alastair Reynolds (calciatore)
Alastair Reynolds (Edimburgo, 2 settembre 1996) è un calciatore scozzese, centrocampista dell'Akritas Chlōrakas.

## Carriera
Ha giocato nella massima serie cipriota.

## Palmarès

### Club

#### Competizioni nazionali
- Coppa di Cipro: 2

Apollōn Limassol: 2012-2013, 2016-2017
- Supercoppa di Cipro: 2

Apollōn Limassol: 2016, 2017